# José Fernando Penelón
José Fernando Penelón (1890-24 de octubre de 1954) fue un político y sindicalista argentino. Su trayectoria política se inició en el Partido Socialista, siguió en el Partido Comunista, del cual fue uno de los fundadores, y continuó en el Partido Comunista de la Región Argentina, de cuya fundación participó, que luego tomó sucesivamente los nombres de Partido Comunista de la República Argentina y de Concentración Obrera.

## Militancia en el Partido Comunista Argentino
José Fernando Penelón era un dirigente del gremio gráfico y militaba en el Partido Socialista hasta que se produjo la escisión de 1918, oportunidad en que integró el grupo disidente que fundó el Partido Socialista Internacional que luego tomara el nombre de Partido Comunista Argentino. Fue elegido concejal en la ciudad de Buenos Aires el 21 de noviembre de 1926. Penelón era además secretario general del Partido, así como del Buró Sudamericano de la Internacional Comunista, lo que lo colocaba como la principal figura del comunismo latinoamericano de ese momento. 

## Ruptura con el PCA y actividad política posterior
Hacia 1927 se produjo un enfrentamiento en el seno del Partido Comunista Argentino que fue arbitrado desde Moscú a favor del sector liderado por Rodolfo Ghioldi al que adherirá en ese momento Victorio Codovilla y en contra de la corriente encabezada por Penelón, quien junto con otros dirigentes se alejó del partido y en 1928 fundó el Partido Comunista de la Región Argentina –que luego se llamó Partido Comunista de la República Argentina-. Luego que el gobierno militar surgido del golpe de Estado de 1930 le retiró la personería jurídica dicho partido fue refundado como Partido Concentración Obrera. Penelón, que fue vuelto a elegir concejal de la ciudad de Buenos Aires en 1932 por este partido y fue candidato a Presidente de la Nación en las elecciones realizadas en 1951, continuó su actividad política hasta su fallecimiento el 24 de octubre de 1954.
José Fernando Penelón fundó los periódicos políticos Adelante en 1928 y Frente Democrático en 1942.